# Poseldnjaja doroga
Poseldnjaja doroga (Последняя дорога) è un film del 1986 diretto da Leonid Isaakovič Menaker.

## Trama
Il film racconta gli ultimi giorni del grande poeta russo Alexandr Puškin. Il film cerca di rispondere alle domande: chi è colpevole della morte di Puškin e per cosa ha combattuto in un duello?